# Historique du droit des animaux en captivité au Canada
 (avril 2024).
La mise en forme du texte ne suit pas les recommandations de Wikipédia : il faut le « wikifier ».
Les points d'amélioration suivants sont les cas les plus fréquents :
- Les titres sont pré-formatés par le logiciel. Ils ne sont ni en capitales, ni en gras.
- Le texte ne doit pas être écrit en capitales (les noms de famille non plus), ni en gras, ni en italique, ni en « petit »…
- Le gras n'est utilisé que pour surligner le titre de l'article dans l'introduction, une seule fois.
- L'italique est rarement utilisé : mots en langue étrangère, titres d'œuvres, noms de bateaux, etc.
- Les citations ne sont pas en italique mais en corps de texte normal. Elles sont entourées par des guillemets français : « et ».
- Les listes à puces sont à éviter, des paragraphes rédigés étant largement préférés. Les tableaux sont à réserver à la présentation de données structurées (résultats, etc.).
- Les appels de note de bas de page (petits chiffres en exposant, introduits par l'outil «  Source ») sont à placer entre la fin de phrase et le point final[comme ça].
- Les liens internes (vers d'autres articles de Wikipédia) sont à choisir avec parcimonie. Créez des liens vers des articles approfondissant le sujet. Les termes génériques sans rapport avec le sujet sont à éviter, ainsi que les répétitions de liens vers un même terme.
- Les liens externes sont à placer uniquement dans une section « Liens externes », à la fin de l'article. Ces liens sont à choisir avec parcimonie suivant les règles définies. Si un lien sert de source à l'article, son insertion dans le texte est à faire par les notes de bas de page.
- La présentation des références doit suivre les conventions bibliographiques. Il est recommandé d'utiliser les modèles {{Ouvrage}}, {{Chapitre}}, {{Article}}, {{Lien web}} et/ou {{Bibliographie}}. Le mode d'édition visuel peut mettre en forme automatiquement les références.
- Insérer une infobox (cadre d'informations à droite) n'est pas obligatoire pour parachever la mise en page.

Pour une aide détaillée, merci de consulter Aide:Wikification.
Si vous pensez que ces points ont été résolus, vous pouvez retirer ce bandeau et améliorer la mise en forme d'un autre article.
 (avril 2024).
Depuis l’ouverture du premier zoo au Canada, le Andrew Downs’s Zoological Garden en 1847 à Halifax, des animaux sauvages sont exposés dans des cages à travers le pays afin de permettre aux humains de les observer pour différents motifs. L’objectif dominant étant le divertissement de la race humaine.
Ces animaux extraits de leur habitat naturel de manière à être mis en exhibition sont par définition, des animaux en captivité. De prime abord, ces établissements d’exposition affirment un objectif de conservation et d’éducation animale agissant pour le bienfait des différentes espèces. Cependant, cette façade dissimule un problème majeur présent au Canada, les droits des animaux en captivité qui sont pour leur part quasi inexistants.

## Historique

### Évolution des zoos
Les raisons d'être d’un zoo au 19e siècle étaient très différentes de celles qui dominent aujourd’hui au Canada. En effet, à l’époque les zoos avaient pour but de divertir le public avec des animaux, tandis qu’aujourd’hui l’industrie a dû se réinventer pour respecter les normes, règles et lois qui ont été mises en place.
De nos jours, au Canada, les zoos ont plutôt des objectifs de conservation, de préservation, d’éducation et de protection animale. Pourtant, malgré ces paroles visant à apaiser les inquiétudes des individus ayant à cœur les intérêts animaliers, dans les faits, les conditions dans lesquelles sont gardés ces animaux ne sont pas assez réglementées et ne reflètent pas les belles paroles rassurantes que ceux-ci prêchent. En effet, il est démontré que les animaux en captivité sont détenus dans des endroits beaucoup plus petits que leur habitat naturel et qu’en les séparant ainsi, ça les rend inaptes par la suite à communiquer avec leur propre espèce. De plus, garder des animaux en captivité les rendent inaptes à chasser ou chercher de la nourriture par eux-mêmes.
Même si aujourd’hui, les zoos et centres marins ont des objectifs plus honorables comme l’éducation de la population, l’avancement scientifique sur les animaux et la préservation des races animales, il reste tout de même important que le milieu soit bien contrôlé. L’importance de la protection des intérêts juridiques des animaux est majeure au vu de l’industrie qui rapporte des millions chaque année, et ainsi la priorité des responsables peut être trop facilement influencée vers le profit plutôt que l’investissement dans la santé et les meilleures conditions de vie des animaux en captivité.

## État actuel du droit au Canada
Plusieurs lois ont été mises en place afin d’améliorer, à première vue, les droits de certains animaux en captivité. Les animaux sont encore reconnus comme des biens dans la majorité des provinces canadiennes et en vertu de l’article 92(13) de la Loi constitutionnelle de 1867, tout ce qui touche la propriété et les droits civils relève de la compétence provinciale, ce sont donc les provinces qui ont le pouvoir d’adopter la majorité des lois concernant ces derniers.
Par conséquent, le pouvoir du fédéral d’adopter des lois pour régir les conditions de vie des animaux en captivité est limité. Pour faire une réelle différence, il relève donc majoritairement des gouvernements provinciaux de prendre des initiatives législatives pour la protection des animaux en captivité.

### Législation

#### Loi visant à mettre fin à la captivité des baleines et des dauphins
Le projet de loi a été présenté en 2017 par le sénateur Wilfred Moore, un grand défenseur des droits des cétacés au Canada. Depuis son adoption en 2019, la Loi visant à mettre fin à la captivité des baleines et des dauphins a été adoptée au fédéral dans le but de protéger les cétacés en captivité partout au Canada. Elle a pour but de progressivement interdire la capture des cétacés, sauf pour des raisons de protection animale. Cette loi est un avancement dans la lutte de la reconnaissance des droits juridiques des cétacés au Canada, puisque celle-ci empêche les responsables des zoo et aquarium de capturer d’autres cétacés pour les garder en captivité pour le divertissement du public.
Plus spécifiquement, cette loi rend illégal :
[…]de détenir des cétacés en captivité (à l'exception de ceux qui sont déjà captifs), de les élever ou d'acquérir du matériel de reproduction, d'organiser des spectacles mettant en scène des cétacés, de capturer un cétacé vivant dans l'intention de le garder en captivité, et d'importer ou d'exporter des cétacés vivants ou morts ainsi que du matériel de reproduction de cétacés.
L’infraction fait partie du Code criminel signifiant qu’un individu qui ne respecte pas la loi est passible d’une amende pouvant atteindre jusqu’à 200 000$. Avant l’adoption de cette loi, le Code criminel ne protégeait aucunement les conditions de vie des cétacés. Aujourd’hui, il n’existe que 2 aquariums au Canada qui ont ce type d’animaux en captivité : L’Aquarium de Vancouver et Marineland.

#### Code criminel
À l’alinéa 445.1(1)a) du Code criminel est prévu l’infraction pénale selon laquelle le fait de blesser, tuer ou causer des souffrances inutiles à des animaux constitue un crime. En revanche, même si depuis longtemps les scientifiques ont démontré que les animaux en captivité souffraient physiquement et mentalement dans les zoos ou les aquariums, cet article du Code criminel n’a jamais réussi à les protéger. Ceci résultant du fait que les exigences pénales sont très dures à établir. Les seules situations reconnues en vertu de cet article sont celles d'extrêmes cruautés ou de violence gratuite envers des animaux.
De plus, l’alinéa 446(1)b) du Code criminel indique qu’une infraction est commise par qui que ce soit
Étant le propriétaire ou la personne qui a la garde ou le contrôle d’un animal ou oiseau domestique ou d’un animal ou oiseau sauvage en captivité, l’abandonne en détresse ou volontairement négligé ou omet de lui fournir les aliments, l’eau, l’abri et les soins convenables et suffisants.
Ce qui démontre que le Code criminel a une grande faiblesse concernant les droits des animaux en captivité puisque ces articles ont seulement pour but de punir par suite de l’abus commis sur ces derniers et n’empêche en aucun cas sa perpétration.

### Jurisprudence

#### Éléphant Lucie (jugement dissident)
Dans la cause de 2011 Reece c Edmonton, les citoyens de la ville d'Edmonton ont poursuivi la ville pour que celle-ci agisse et améliore les installations du Zoo dans lesquelles Lucy l’éléphant vivait. Les citoyens estimaient que la ville enfreignait l’article 2 de la Loi sur la protection des animaux en gardant dans de telles conditions Lucy en captivité. La Cour de première instance et la Cour d’appel ont rejeté la poursuite des citoyens, mais le jugement dissident du juge Fraser a démontré une volonté juridique d’avancement dans la lutte pour la protection des animaux en captivité au Canada. En effet, l’honorable M Freiser en dissidence, a soulevé la question selon laquelle les animaux devraient avoir une reconnaissance juridique. Puisque selon le juge Freiser, leur reconnaître un tel statut aiderait à leur protection.
Tyler Totten dans son article « Should Elephant Have Standing? » vient confirmer les propos précédents du Juge Fraser, donner le statut juridique aux animaux serait une façon très efficace de renforcer leur protection juridique.
Leur statut est présentement nébuleux : n’étant pas encore reconnu comme une entité juridique puisqu’ils ne sont pas des humains, mais bénéficiant de la reconnaissance sociale qu’ils ne sont pas pour autant des objets, en plus des connaissances scientifiques qui confirment qu'ils ressentent la douleur et les émotions comme les humains. Bref, leur statut est la pierre angulaire du problème et ce n'est qu’en changeant celui-ci que la cause pourra réellement avancer.

### Association des zoos et aquarium du Canada
L'association des zoos et aquarium du Canada (AZAC) est une association privée qui accrédite les zoos et aquariums qui acceptent de se soumettre à leurs normes et politiques. Elle motive ainsi les institutions membres à adopter de meilleures conditions de vie pour les animaux en captivité. L’Aquarium de Vancouver était son premier membre en 1975 et en est encore membre aujourd’hui. Cependant, l’aquarium Marineland en Ontario n’en fait plus partie depuis 2017. En effet, par suite du scandale du documentaire Starinvestigative en 2012, l’AZAC avait accepté de les garder comme membres à condition que des améliorations structurelles soient faites au sein de l’institution, d’ici le renouvellement de leur membriété. Par contre, en 2017 au moment du renouvellement, Marineland a décidé de quitter l’AZAC. Ce départ démontrant ainsi que malgré les bonnes intentions derrière une association comme L’AZAC, ce n'est pas suffisant pour la lutte, puisqu’une telle régulation est volontaire et les membres peuvent quitter l’association s’ils ne souhaitent plus y adhérer.

### Comparaisons

#### Ontario
En Ontario, plusieurs lois provinciales réglementent de différentes façons les droits des animaux en captivités dans la province. En vertu de l’article 40(1) de la Loi de 1997 sur la protection du poisson et de la faune aucun individu ne peut garder en captivité du « gibier sauvage ou des animaux sauvages spécialement protégés » sauf avec l’obtention d’un permis. Cependant, quelques exceptions s’appliquent, par exemple, un gardien d’animaux sauvages peut sans permis, garder le type d’animaux énoncé ci-dessus si l’animal est « blessé, malade ou immature pour en faire la réadaptation ou en prendre soin. »
Pour sa part, la Loi de 2019 sur les services provinciaux visant le bien-être des animaux protège de façon minime les droits des animaux en captivité en interdisant quiconque de garder en captivité un animal s’il ne peut le faire de « façon humaine ». Cette loi s’appliquant précisément aux « animaux interdits en Ontario », se définissant comme étant un « animal qui a été prescrit comme animal interdit. (« prohibited animal ») ». Un animal gardé en captivité de façon inhumaine qui n’entre pas dans la catégorie d’« animal interdit en Ontario » possède une protection seulement au moment où le lieutenant-gouverneur en conseil l’ajoute à cette liste.
Ces différentes législations ne sont cependant pas suffisantes afin de protéger efficacement les droits des animaux en captivités en Ontario. D’ailleurs, on retrouve dans cette province un problème majeur, qui n’existe pas à une envergure aussi grande ailleurs au Canada. Les zoos amateurs causent énormément de difficultés aux droits des animaux exotiques en captivités en Ontario. Selon l’organisme Ontarien World Animal Protection, un zoo amateur se définit comme étant un établissement qui a pour objectif d’attirer la clientèle en réduisant le bien-être et la sécurité des animaux en captivité pour permettre au public de les apercevoir et de s’en approcher plus facilement. De plus, l’organisme World Animal Protection soulève une lacune importante dans la législation, aucune loi provinciale ontarienne n’existe afin de protéger les droits des animaux exotiques en captivité et c’est pourquoi les zoos amateurs sont si nombreux cette province. Aucun permis n’est nécessaire pour la garde en captivité d’animaux exotiques et donc, leur bien-être et leur sécurité ne sont aucunement réglementés. La législation protège seulement le « gibier sauvage ou des animaux sauvages spécialement protégés » propres à l’Ontario.

#### Québec
Plusieurs experts se sont intéressés aux droits des animaux au Québec, dont Alanna Devine, avocate. Comparativement aux autres provinces canadiennes, le Québec est la seule province qui ne possède aucune loi provinciale pour protéger les animaux en captivité. La Loi sur le bien-être et la sécurité de l’animal au Québec exclut les animaux en captivité et protège seulement les animaux domestiques. Un individu qui ne se conforme pas aux articles de cette loi peut se voir imposer jusqu’à 250 000$ d’amende et même une peine d’emprisonnement afin d’assurer la protection des animaux domestiques. Pour leur part, les animaux en captivité possèdent une minime protection dans une partie de la Loi sur la conservation et la mise en valeur de la faune. Cette protection se limite à l’obtention d’un permis pour obtenir un animal en captivité. À la suite de l'obtention du permis, la loi ne protège en aucun cas le bien-être ou la sécurité de l’animal mis en captivité et ce comparativement à l’adoption d’un animal domestique qui possède une protection de son bien-être et de sa sécurité tout au long de sa vie.
De plus, un changement législatif du Code civil en 2015 a amené le législateur à modifier le statut juridique des animaux au Québec, passant de simples biens meubles a des « êtres doués de sensibilité et ils ont des impératifs biologiques». Nonobstant ce changement significatif, les animaux en captivité n’ont pas reçu une meilleure protection pour leur bien-être ou leur sécurité au Québec.

#### États-Unis
Aux États-Unis, la protection des animaux en captivité se fait principalement par la loi fédérale. Cependant, rien n’empêche certains États d’avoir également des lois complémentaires puisque l’Animal Welfare Act ne protège pas tous les animaux en captivité, seulement une catégorie précise, dont certains mammifères. Cette loi fédérale adoptée pour protéger les animaux en captivité possède plusieurs lacunes puisqu’elle exclut une majeure partie de ceux-ci. Par exemple, une tarentule exhibée dans un zoo ne possède aucune protection tant pour sa sécurité, sa nourriture ou son hygiène comparativement à un éléphant qui entre dans la catégorie protégée. Néanmoins, la protection accordée à cette catégorie protégée n’est pas considérable, voire insignifiante. Elle se résume au strict minimum afin d’assurer la vie de ces animaux en captivité, rien de plus.

##### Animal Legal Defense Fund
Ce manquement dans la protection des animaux aux États-Unis a amené un organisme à but non lucratif américain nommé Animal Legal Defense Fund à voir le jour en 1979. Cet organisme est composé d’avocats spécialisés dans le droit animalier et a pour objectif d’assurer une protection aux animaux malgré les failles dans la législation. L’Animal Legal Defense Fund est la voix des animaux victimes de cruautés, y compris les animaux en captivité. L’organisme est un pas vers l’avant pour l’amélioration des droits des animaux en captivité et tous les autres animaux maltraités. En engageant des poursuites, l’Animal Legal Defense Fund cherche à inciter l’adoption de changements législatifs plus stricte pour le bien-être et la sécurité des animaux. De plus, l’organisme conscientise la population américaine en proposant des ateliers de sensibilisation à la population et en fournissant de l’aide juridique gratuite dans les dossiers concernant des animaux maltraités.

## Actualité

### Organisation canadienne

#### Animal Justice
Animal Justice est une organisation Canadienne composée d’avocats qui ont pour but d’assurer la défense des droits des animaux partout au Canada. Animal Justice tente de sensibiliser la population canadienne au sujet des lois défaillantes à travers tout le Canada concernant les animaux, y compris les animaux en captivité. Cette organisation est une source non négligeable d'actualité sur les droits des animaux en captivité au Canada, elle publie des articles, communiqués de presse et blogues au fur et à mesure de nouveautés majeures à propos de ceux-ci.

### Projets de loi (S-15 et S-241)
Afin de combler les nombreuses lacunes dans la législation canadienne, plusieurs projets de loi sont actuellement en révision. Pour commencer, du Sénat émane le projet de loi S-15, Loi modifiant le Code criminel et la Loi sur la protection d’espèces animales ou végétales sauvages et la réglementation de leur commerce international et interprovincial. Ce projet de loi a pour but d'ajouter au Code criminel une nouvelle infraction afin de protéger les éléphants et les grands singes captifs. Cette nouvelle infraction se résumerait à prohiber « la possession, la reproduction ou la fécondation » de ces derniers. Les éléphants et les grands singes présentement en captivités au Canada ne bénéficieraient pas de la protection concernant la possession. Cependant, tout autre éléphant ou grand singe n’étant pas actuellement sur le territoire canadien suivant l’adoption de ce projet de loi en bénéficierait.
D’ailleurs, le projet de loi S-15 ajouterait également une amende maximale de 200 000$ à quiconque utiliserait des éléphants ou de grands singes captifs dans le simple but de l’exposer en spectacle pour recevoir de l’argent.
En ce qui concerne la modification de la Loi sur la protection d’espèces animales ou végétales sauvages et la réglementation de leur commerce international et interprovincial, le projet de loi S-15 a pour but de prohiber l’importation hors et au Canada d'éléphants et de grands singes vivants, sous réserve de certaines exceptions.
Le projet de loi S-15 est actuellement à l’état d’avancement de la deuxième lecture au Sénat. L’adoption de ce projet de loi serait une grande avancée dans le droit des animaux en captivité au Canada.
Pour continuer, un autre projet de loi récent considéré comme d’intérêt public au Sénat est le projet de loi S-241. Ce projet de loi a été déposé le 17 novembre 2020, et avait pour but de modifier le Code criminel pour mieux protéger les grands singes, les éléphants et d’autres animaux en captivité. Il interdisait aussi entre autres d’importer et exporter l’ivoire d’éléphant qui est un enjeu important pour ces animaux. Lors de sa dernière lecture, le sénateur Muray Sinclair a tenu les propos suivants :
À l’heure actuelle, ces animaux sont légalement traités comme des biens, uniquement protégés contre la cruauté ou la négligence intentionnelle. En présentant ce projet de loi, le gouvernement pose la question suivante : quelles sont les meilleures conditions pour les animaux ? La réponse peut nécessiter l’amélioration des installations ou des pratiques pour la réalisation de nouvelles captivités ou la suppression progressive des installations, en particulier pour les éléphants.
L’honorable M.Sinclair en quelques phrases à synthétiser une grosse partie du problème, et malgré la priorité de cet enjeu la séance a été ajournée et ensuite abandonnée puisqu’aucun député n’en a jamais discuté à nouveau. Ceci n’est qu’un exemple parmi tant d’autres des progrès qui aurait dû être fait, mais qui finisse par être un recul pour la cause par manque d’intérêt et de vouloir de la société.